# Karl Trummer

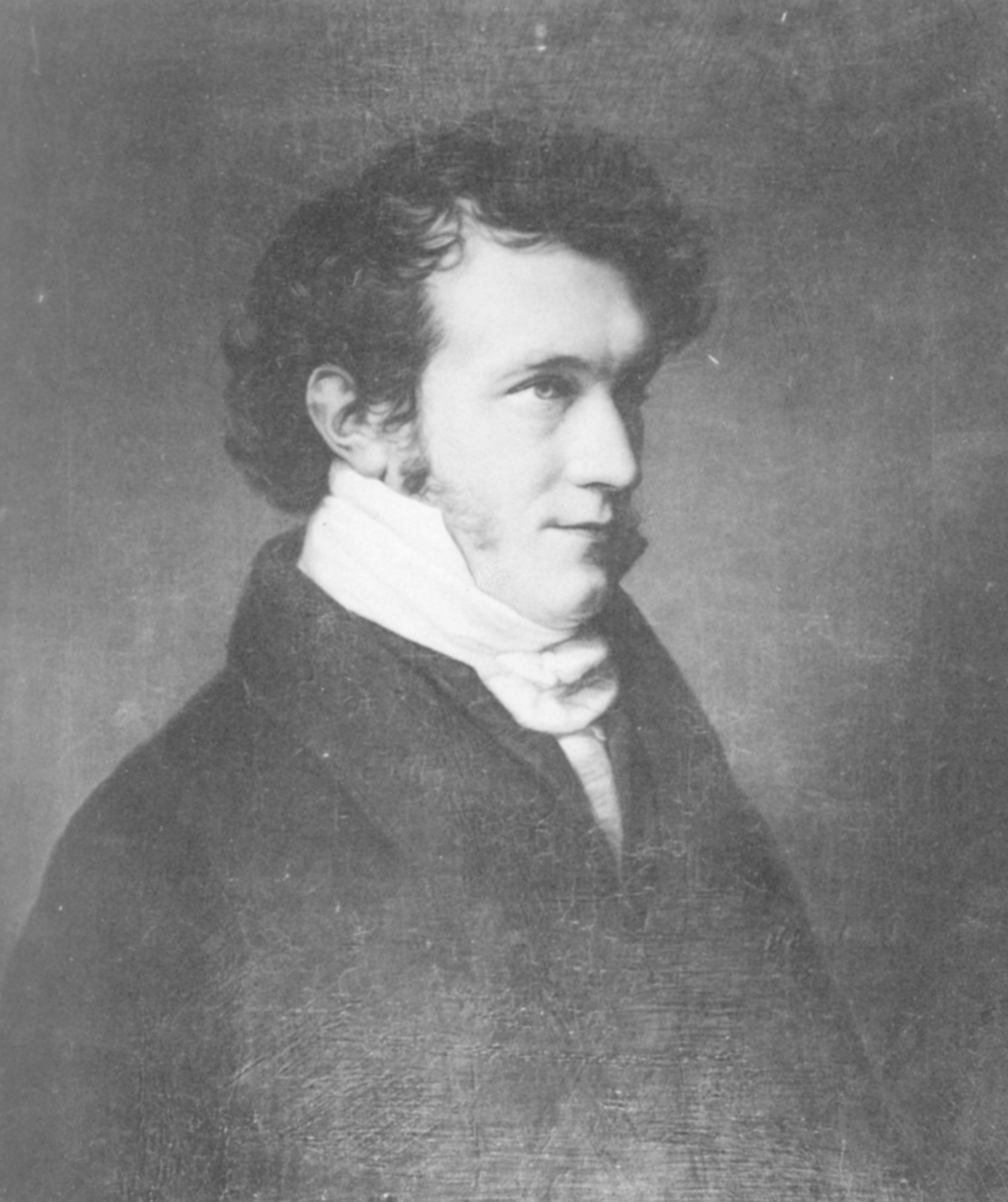
Karl Trummer

Karl Trummer (* 22. April 1792 in Hamburg; † 15. September 1858 ebenda) war ein deutscher Rechtsanwalt und Schriftsteller. 

## Leben

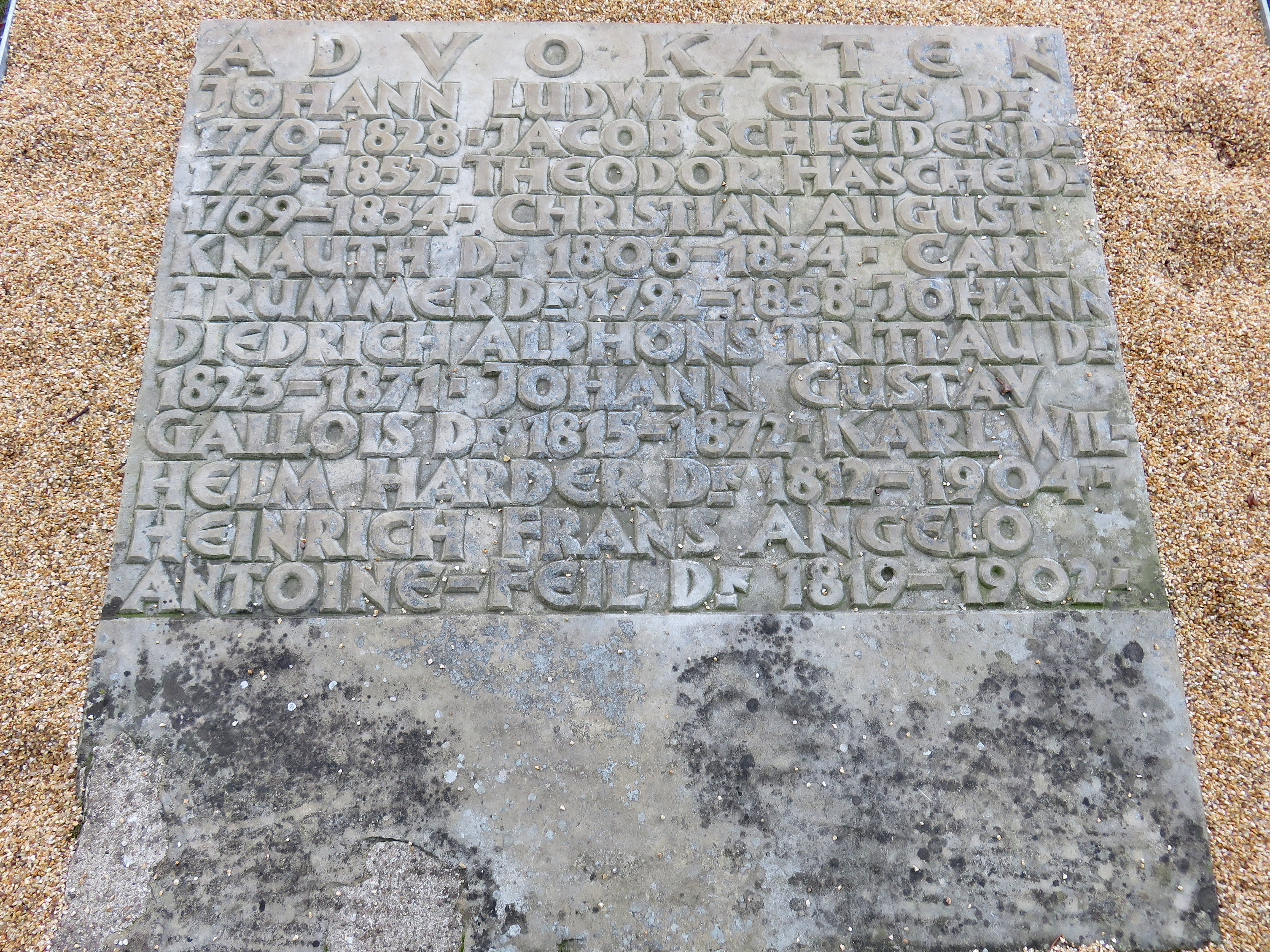
„Carl Trummer“, Sammelgrabmal Advokaten, Friedhof Ohlsdorf

Karl Trummer studierte ab 1811 in Göttingen Jura und wurde 1814 in Heidelberg promoviert. Trummer wurde am 26. Februar 1816 in Hamburg als Advokat zugelassen, Zusammen mit Dr. Martin Hieronymus Hudtwalcker gab er die Criminalistischen Beiträge (1825–1827) heraus. Er leitete die juristische Sektion des Vereins für Hamburgische Geschichte und gehörte während der Verfassungskämpfe den Althamburgern an, einer Gruppe die jegliche Veränderung der hamburgischen Verfassung ablehnte und beim Bundestag Protest gegen die Neunerverfassung einlegte. Von 1851 bis 1856 lebte Trummer in Wiesbaden, danach bis zu seinem Tode wieder in Hamburg.
Er übersetzte Ingemann und Byron, schrieb Abhandlungen zur Rechtsgeschichte und veröffentlichte eigene Gedichte.
Auf dem Ohlsdorfer Friedhof, im Bereich des Althamburgischen Gedächtnisfriedhofs nahe dem Haupteingang des Friedhofs, wird auf dem Sammelgrabmal Advokaten unter anderen an „Carl Trummer“ erinnert.

## Schriften (Auswahl)
- Die Votivtafel. Stuttgart und Tübingen 1825 (Digitalisat).
- Vorträge über Tortur, Hexenverfolgungen, Vehmgerichte und andere merkwürdige Erscheinungen in der Hamburgischen Rechtsgeschichte. Hamburg
  - Band 1, 1844 (Digitalisat).
  - Band 3, 1850 (Digitalisat).
- Entwurf eines Criminalgesetzbuches für die Hansestädte Hamburg, Lübeck und Bremen. Hamburg 1848 (Digitalisat).
- Die Musik von Vormals und Jetzt, vom Diesseits und Jenseits. Frankfurt a. M. 1856 (Digitalisat).
- Das Verhältniß der heutigen Strafgesetzgebung zum Christenthum. Frankfurt a. M. 1856 (Digitalisat).
- Aphorismen über das christliche Kirchenrecht. Frankfurt a. M. 1859 (Digitalisat).